# De Spelen
De Zomer van 4: De Spelen is een praatprogramma over sport, gemaakt door RTL Sport, dat uitgezonden wordt door RTL 4. In een studio discussiëren analytici en presentator Rick Nieman over de Olympische Spelen.

## Programmaformule
De Spelen werd in de zomer van 2012 uitgezonden. Het programma was de een na laatste in de reeks: De Zomer Van 4:. De programma's Tour du Jour en VI Oranje zaten daarvoor, "Wat kiest Nederland" zat daarna. Er schoven gasten uit de sportwereld aan.

## Gasten
Iedere avond ontvangt men diverse bekende gasten die iets te maken hebben met sport of juist niet. De vaste analytici zijn Joop Alberda, Dennis van der Geest en Peter Heerschop. De eerste is vaste gast, en de andere twee komen om de dag langs. Verslaggever Pascal Kamperman maakt reportages vanuit Londen. Danny Vera zorgt met zijn band voor de muzikale invulling.